# Ampharete goeesi
Ampharete goeesi är en ringmaskart som beskrevs av Anders Johan Malmgren 1866. Ampharete goeesi ingår i släktet Ampharete och familjen Ampharetidae. Inga underarter finns listade i Catalogue of Life.